# Gunung Bekutak
Gunung Bekutak är ett berg i Indonesien.   Det ligger i provinsen Aceh, i den västra delen av landet, 1 600 km nordväst om huvudstaden Jakarta. Toppen på Gunung Bekutak är 1 698 meter över havet.
Terrängen runt Gunung Bekutak är kuperad åt sydväst, men åt nordost är den bergig.Runt Gunung Bekutak är det glesbefolkat, med 13 invånare per kvadratkilometer. Det finns inga samhällen i närheten. I omgivningarna runt Gunung Bekutak växer i huvudsak städsegrön lövskog.